# Zianigo
Zianigo is een plaats (frazione) in de Italiaanse gemeente Mirano.